# 대한민국의 텔레비전 드라마 목록 (ㅈ)
대한민국의 텔레비전 드라마 목록 (ㅈ)에서는 ㅈ으로 시작되는 제목의 대한민국의 드라마를 서술한다.

## 자
- 자꾸만 보고싶네
- 자매들
- 자매바다
- 자명고 (드라마)
- 자백 (드라마)
- 자이언트 (드라마)
- 자전거를 타는 여자
- 자체발광 오피스
- 작별 (드라마)
- 작은 도시
- 작은 신의 아이들 (드라마)
- 작은 아씨들 (2004년 드라마)
- 잘 키운 딸 하나
- 잘났어, 정말!
- 잘했군 잘했어 (드라마)
- 장길산 (드라마)
- 장난스런 키스 (드라마)
- 장녹수 (드라마)
- 장미 울타리
- 장미가 없는 꽃집
- 장미빛 연인들
- 장미와 콩나물
- 장미의 눈물
- 장미의 전쟁 (2004년 드라마)
- 장미의 전쟁 (2011년 드라마)
- 장미정원 (드라마)
- 장밋빛 인생 (2005년 드라마)
- 장사의 신 - 객주 2015
- 장옥정, 사랑에 살다
- 장화, 홍련 (드라마)
- 장희빈 (1971년 드라마)
- 장희빈 (1995년 드라마)
- 장희빈 (2002년 드라마)
- 재벌X형사
- 재회 (1976년 드라마)
- 재회 (1992년 드라마)

## 저
- 저 별은 나의 별
- 저 푸른 초원 위에
- 저 하늘에 태양이
- 저글러스
- 저린 손 끝
- 저스티스 (드라마)
- 적과의 동거
- 적도의 남자
- 적색지대
- 전설의 고향
- 전설의 고향 - 1996년
- 전설의 고향 - 1997년
- 전설의 고향 - 1998년
- 전설의 고향 - 1999년
- 2008 전설의 고향
- 2009 전설의 고향
- 전설의 마녀
- 전우 (1975년 드라마)
- 전우 (1983년 드라마)
- 전우 (2010년 드라마)
- 전우치 (드라마)
- 절대 그이 (드라마)
- 절반의 실패
- 젊은 태양
- 젊은이의 양지 (드라마)
- 정 (1971년 드라마)
- 정 (2002년 드라마)
- 정 때문에
- 정도전 (드라마)
- 정마담의 마지막 일주일
- 제1공화국 (드라마)
- 제2공화국 (드라마)
- 제3공화국 (드라마)
- 제3병원
- 제3의 매력
- 제4공화국 (드라마)
- 제5공화국 (드라마)
- 제국의 아침
- 제빵왕 김탁구
- 제왕의 딸 수백향
- 제중원 (드라마)
- 저녁 같이 드실래요?

## 조
- 조강지처 클럽 (드라마)
- 조광조 (드라마)
- 조선로코 - 녹두전
- 조선미인별전
- 조선생존기
- 조선 총잡이
- 조선X파일 기찰비록
- 조작 (드라마)
- 종이학 (드라마)
- 종점 (드라마)
- 종합병원
- 종합병원 2
- 좋은 남자 좋은 여자
- 좋은걸 어떡해 (1994년 드라마)
- 좋은걸 어떡해 (2000년 드라마)
- 좋은사람 (2003년 드라마)
- 좋은사람 (2016년 드라마)

## 주
- 주군의 태양
- 주몽 (드라마)
- 주홍글씨 (드라마)
- 죽도록 사랑해
- 죽어도 좋아 (드라마)
- 죽어야 사는 남자
- 줄리엣의 남자

## 즈
- 즐거운 나의 집 (2010년 드라마)

## 지
- 지고는 못살아 (2011년 드라마)
- 지구인 (드라마)
- 지금은 사랑할 때 (1999년 드라마)
- 지금은 연애중
- 지성이면 감천
- 지워진 여자
- 지옥에서 온 판사
- 지평선 너머
- 직장의 신
- 직지 (드라마)
- 진달래꽃 필 때까지
- 진실 (1995년 드라마)
- 진실 (2000년 드라마)
- 진심이 닿다
- 진주 귀걸이
- 진주 목걸이
- 진짜 진짜 좋아해 (드라마)
- 질주 (1997년 드라마)
- 질투의 화신
- 집념 (드라마)
- 집으로 가는 길 (2009년 드라마)
- 지금, 헤어지는 중입니다
- 지금부터, 쇼타임!

## ㅉ
- 짝사랑 (1998년 드라마)
- 째즈 (드라마)
- 쩐의 전쟁
- 찔레꽃 (드라마)